# Portada/article octubre 10

## Cranc dels cocoters
El cranc dels cocoters (Birgus latro) és l'artròpode terrestre més gran del món. És un bernat ermità altament apomòrfic i se'l coneix per la seva capacitat d'obrir cocos amb les seves potents pinces per a menjar-se'n el contingut. És l'única espècie del gènere Birgus.
En algunes llengües se'l coneix també amb el nom de "cranc lladre" o "lladre de les palmeres", perquè es rumoreja que alguns crancs dels cocoters han robat objectes brillants com ara cassoles i coberts de cases i tendes de campanya. També se li ha donat el nom de "bernat ermità terrestre" i, a part, té altres noms locals com ayuyu a Guam, o unga o kaveu a les illes Cook.